# Sülze (Werra)
Die Sülze ist ein 12,4 Kilometer langer linker Nebenfluss der Werra südwestlich von Meiningen in Thüringen. Sie entspringt in etwa 400 m Höhe südöstlich des 639 Meter hohen Neubergs in der Gemeinde Rhönblick nahe Stedtlingen und wird u. a. aus dem sich nordwestlich anschließenden Petersee-Moor gespeist. Südlich von Haselbach fließt ihr der Haselbach zu.
Der Bach fließt zunächst zwischen Hermannsfeld und Haselbach hindurch nach Sülzfeld. Er schlängelt sich über 6,8 km durch Sülzfelder und Niedersülzfelder Flur, bevor er über die Gemarkung Meiningens vorbei am Stillhof fließend unterhalb Untermaßfeld in die Werra einmündet. Zwischen Sülzfeld und der Mündung in die Werra verlief ein Abschnitt der B 19 im Tal der Sülze, der im Jahre 2005 zur Landesstraße herabgestuft wurde.
Der Bach speist mit seinem Wasser die Teiche bei Untermaßfeld, die von der dortigen Fischzucht bewirtschaftet werden. Auch der Bachlauf in der Gemarkung Sülzfeld sowie Meiningen wird durch die Untermaßfelder Fischzüchter bewirtschaftet.

## Name
Das Gewässer wurde im Jahr 1407 als Sultza urkundlich erwähnt. Das althochdeutsche Wort sulza bedeutet „Salzwasser, Sole“.

## Zuflüsse
Von links mündet bei Fischhaus die von Gleimershausen und Haselbach kommende, 5,5 km lange  Hasel, in Sülzfeld von rechts der westlich der Burg Henneberg entspringende, 4,3 km lange  Körnbach.